# 載齡
不入八分輔國公載齡（1812年5月22日—1883年12月17日），字鹤峰，不入八分輔國文恪公奕果第一子，母妾劉氏，其父為劉保福，誠郡王系第六代。
他在嘉慶十七年四月（1812年）出生，道光十二年九月（1832年）中舉人，九年後（1841年）中進士，授庶吉士。道光二十八年（1848年）任翰林院侍讀，升侍講學士，道光三十年（1850年）再授內閣學士。
咸豐年間，載齡先後曾成為會試副總裁、理藩院右侍郎、正紅旗蒙古副都統、鑲紅旗滿州副都統等職務。同治元年（1862年），升任都察院左都御史，迁兵部尚书。同治九年五月（1870年）接替父親成為誠郡王第六代，封爵是不入八分輔國公。光绪三年（1877年），调任吏部尚书、协办大学士。次年，授任体仁阁大学士。光绪六年（1880年），因病退休。
光緒九年十一月（1883年）卒，虛齡七十二岁，追赠太子太保，谥文恪。由於親生兒子溥湛、溥寶都夭折，因此由承繼子溥元襲封誠郡王系第七代，不再遞降，仍舊是不入八分輔國公。

## 延伸阅读
[在维基数据编辑]
 《清史稿·卷440》，出自趙爾巽《清史稿》